# إي. تي. كلاسن
إي. تي. كلاسن هو شخصية أعمال وسياسي أمريكي، ولد في 6 نوفمبر 1908 في هيلزبورو في الولايات المتحدة، وتوفي في 6 مارس 1990 في Palm Harbor, Florida ‏ في الولايات المتحدة.

## وصلات خارجية
- إي. تي. كلاسن على موقع مونزينجر (الألمانية)